# Grose River
Der Grose River ist ein Fluss im Osten des australischen Bundesstaates New South Wales. Er hat ein wildes Tal im nördlichen Teil des Blue-Mountains-Nationalparks geformt und ist einer der Quellflüsse des Hawkesbury River. Er entspringt bei Mount Victoria zwischen Katoomba und Lithgow am Westrand des Nationalparks.

## Beschreibung und Geschichte
Der Grose River hat eine tiefe Klamm in das Gebirge der Blue Mountains eingeschnitten. Steile Sandsteinfelsen stehen Hunderte von Metern über dem Fluss. Diese spektakuläre Szenerie kann man von der Gegend um Blackheath aus gut einsehen, wo es etliche gut erreichbare Aussichtspunkte gibt. Der bekannteste davon ist Govetts Leap. Auch von der Bells Line of Road (Straße von Lithgow nach Richmond) und von Aussichtspunkten bei Mount Victoria lässt sich das Flusstal gut überblicken.
Charles Darwin beschrieb das Tal des Grose River als “erstaunlich (…) großartig”, als er es 1836 besuchte. 1859 wurden einige der ersten Fotografien Australiens im Grose Valley gemacht. Es gab öfters Vorschläge für Eisenbahnlinien und Staudämme im Tal, aber keiner von ihnen wurde je realisiert. 1931 wurde eine der ersten Schlachten zur Erhaltung des Waldes in Australien für dieses Tal geschlagen. 
Der Blue Gum Forest ist eine besondere Sehenswürdigkeit im Grose Valley. Er besteht vorwiegend aus besonders hohen Eukalyptusbäumen (Blue Gum, Eucalyptus deanei) mit wenig Unterholz, da die hohen Bäume das Wachstum des Unterholzes behindern, indem sie fast das ganze Sonnenlicht abschirmen. Dieser Wald wird durch die Vorschriften des Nationalparks geschützt und ist nur zu Fuß zu erreichen. Viele Wanderwege am Grose River entlang und durch angrenzende Täler treffen in diesem Wald aufeinander.
Das Grose Valley durchzieht ein Netz von Wanderwegen mit etlichen Zu- und Ausgängen und Seitentälern, das Raum für viele Entdeckungen bietet. Ein knapper Tagesausflug (10 km in 5 h) beginnt bei Perrys Lookout und führt steil nach unten zum Fluss. Der Weg durchquert eine Ecke des Blue Gum Forest, führt nach Süden durch den Acacia Flat-Campingplatz und folgt dem Govetts Creek. Man passiert etliche aufgegebene Campingplätze und am Junction Rock teilt sich der Weg. Die Strecke zum Govetts Leap wurde 2003 nach einem Erdrutsch geschlossen und im Dezember 2007 wiedereröffnet. In der anderen Richtung, entlang dem Govetts Creek, steigt der Weg kontinuierlich Richtung Grand Canyon an, wo er sich erneut teilt. Ein Weg führt nach Neates Glen, der andere steigt steil an und führt zum Evans Lookout. Die Bäche im Tal führen nur saisonal Wasser und sind stark verschmutzt, sodass der Genuss ihres Wassers zu Magen- und Darmerkrankungen führen kann. Im Sommer ist diese Wanderung wesentlich anstrengender, da die Temperaturen sehr hoch sind. Außerdem besteht eine höhere Waldbrandgefahr.
Das Tal des Grose River wurde schon öfters von Waldbränden heimgesucht, besonders 1982 und im November 2006. Besonders der Blue Gum Forest wurde damals stark beschädigt. Nach den Waldbränden 2006 wurden viele Wanderwege geschlossen, damit sich die Vegetation erholen konnte. Seit März 2009 sind alle Wanderwege in diesem Gebiet wieder geöffnet, mit Ausnahme des Weges vom Evans Lookout über den Rodriguez Pass ins Flusstal und dem Grand Canyon, Letzterer wegen eines Erdrutsches.
Das Grose Valley wurde zur Wiege der modernen Naturschutzbewegung in New South Wales, als der Blue Gum Forest 1931–1932 vor der drohenden Zerstörung bewahrt wurde. Eine Gruppe von einem Wanderverein aus Sydney, die von Alan Rigby angeführt wurde, zeltete im Wald, als sie auf Clarrie Hungerford, einen Bauern aus der Bilpin Range aufmerksam wurde. Hungerford hatte einen Teil des Waldes gepachtet und erzählte den Wanderern, dass er die Eukalyptusbäume abholzen und Walnussbäume anpflanzen wollte. Die Wanderer gingen nach Hause und starteten eine Kampagne, um ihn davon abzuhalten. Später sammelten sie 130 Pfund, die sie Hungerford bezahlten, um seine Pacht abzulösen. Zur Zeit der Weltwirtschaftskrise war dies eine große Summe Geldes. 80 Pfund kamen in Form eines zinslosen Darlehens von James Cleary, damals Geschäftsführer der Eisenbahn von New South Wales und später Vorstand der Australian Broadcasting Commission. Cleary war auch in einem Wanderverein.
Einer der wichtigsten Aktivisten der Kampagne war Myles Dunphy, der damals die Pläne für den Blue-Mountains-Nationalpark entwickelte.
Die Geschichte der Menschen im Tal ist aber sehr viel älter als die oben genannten Ereignisse. Die ersten Menschen, die dort lebten, waren Aborigines; man fand Werkzeuge von ihnen in der Nähe des Waldes. Im 19. Jahrhundert gab es etliche Vorschläge für Staudämme am Grose River; einer dieser Staudämme wäre durch den Wald verlaufen. Im Flusstal sollten auch Kohle und Schiefer abgebaut werden und in den 1850er-Jahren wurde die Eisenbahnstrecke nach Westen dem Grose River entlang und durch den Wald geplant.
1875 fand im Blue Gum Forest ein Künstlercamp, organisiert von Eccleston Du Four – dem Gründer des Ku-ring-gai-Chase-Nationalparks – von der Kunstakademie, statt. Dabei kamen etliche großartige Fotografien von Alex Bischoff und Zeichnungen und Gemälde von William Piguenit heraus. Ein weiterer Effekt des Camps war, dass das gesamte Grose Valley und seine Umgebung vor Zerstörung geschützt war, weil es als „nationale Sehenswürdigkeit“ galt. Damals gab es keine Nationalparks in Australien und eigentlich war Australien damals noch nicht einmal eine Nation – aber dieses Reservat wurde ein wesentlicher Teil des ersten Nationalparks des Landes.

## Wichtige Wanderwege
- Von Neates Glen zum Evans Lookout
- Vom Rodriguez Pass zum Govetts Creek
- Vom Govetts Leap zum Junction Rock
- Vom Junction Rock zum Blue Gum Forest
- Vom Blue Gum Forest zum Perrys Lookdown
- Vom Blue Gum Forest zur Burra Korain Flat
- Von der Burra Korain Flat zum Victoria Falls Lookout
- Vom Govetts Leap zum Evans Lookout
- Lockley Track vom Blue Gum Forest zur Mount Hay Road
- Mount Hay Track

## Wichtige Aussichtspunkte
- Govetts Leap
- Evans Lookout
- Point Pilcher
- Perrys Lookdown
- Anvil Rock
- Baltzer Lookout
- Walls Lookout
- Victoria Falls Lookout
- Lockley Pylon
- Mount Banks